# Arthur B. C. Walker Jr.
Pour les articles homonymes, voir Walker.
Arthur Bertram Cuthbert Walker Jr., né le 24 août 1936 à Cleveland et mort le 29 avril 2001, est un astrophysicien afro-américain,.

## Jeunesse et formation
Arthur Bertram Cuthbert Walker II, connu de ses amis proches sous le nom d'Art Walker, naît le 24 août 1936 à Cleveland. Il est le fils unique de Cuthbert et Hilda Walker. Dès son plus jeune âge, Walker s'intéresse aux sciences, une passion que ses parents soutiennent.
Sa famille déménage à New York en 1941, où Walker fréquente la Bronx High School of Science. Il y fait face à de nombreux obstacles, dont un professeur qui tente de le décourager d'étudier les sciences, mais sa mère intervient, disant au professeur que son fils étudierait ce qu'il voulait. Elle l'encourage également à postuler au Case Institute of Technology (qui fait maintenant partie de l'Université Case Western Reserve) à Cleveland, dans l'Ohio. Walker obtient un baccalauréat en physique avec distinction en 1957. Il obtient ensuite sa maîtrise, en 1958, puis son doctorat, en 1962, à l'Université de l'Illinois à Urbana-Champaign.

## Carrière
Spécialiste du Soleil, il est aussi un pionnier de l'optique EUV/XUV. Il est surtout connu pour avoir développé des télescopes XUV multicouches à incidence normale pour photographier la couronne solaire. Deux de ses expériences ont permis d'enregistrer les premières images à haute résolution sur disque complet du Soleil en XUV avec des géométries conventionnelles d'optique à incidence normale.
En 1974, il devient professeur dans le département de physique appliquée de l'université Stanford. Il est un membreactif du Centre pour les sciences spatiales et l'astrophysique et présite le programme d'astronomie de 1977 à 1980. a majorité de ses 13 étudiants diplômés provenaient de groupes sous-représentés en astronomie, à savoir les femmes et les Afro-Américains. La première de ses doctorantes est Sally Ride, future astronaute qui deviendra la première Américaine dans l'espace.
Il a joué un rôle déterminant dans l'obtention de l'approbation du Congrès des États-Unis pour le National Solar Observatory (NSO) et a siégé à la Commission Rogers qui a enquêté sur l'accident de la navette spatiale Challenger en 1986.